# James J. Walsh (Politiker, 1880)
James Joseph „J. J.“ Walsh (* 20. Februar 1880 in Bandon, County Cork; † 30. November 1948) war ein irischer Politiker der Sinn Féin sowie der Cumann na nGaedheal.

## Leben
Nach dem Schulbesuch war er als Postangestellter im öffentlichen Dienst beschäftigt und nahm 1916 am Osteraufstand teil. Seine eigentliche politische Laufbahn begann er als Kandidat der Sinn Féin 1919 mit der Wahl zum Abgeordneten (Teachta Dála) des ersten Unterhauses (Dáil Éireann), in dem er zunächst die Interessen des Wahlkreises Cork City und dann von Cork Borough vertrat. Dabei gehörte er zuletzt innerhalb der aufgrund des Anglo-Irischen Vertrages gespaltenen Sinn Féin neben Arthur Griffith zu den Unterstützern dieses Vertrages (Pro-Treaty).
Zwischen dem 9. September und dem 6. Dezember 1922 war er als Postminister Mitglied der Provisorischen Regierung Irlands.
1923 wurde er im Wahlkreis Cork Borough erneut zum Abgeordneten des Dáil gewählt und vertrat diesmal bis 1927 die Cumann na nGaedheal.
Während dieser Zeit war er vom 15. Oktober 1923 bis zum 23. Juni 1927 Generalpostmeister, gehörte als solcher allerdings nicht dem Exekutivrat des Irischen Freistaates an. Erst im Anschluss war er zwischen dem 23. Juni und dem 12. Oktober 1927 als Minister für Post und Telegrafie Mitglied des Exekutivrates und damit des von William Thomas Cosgrave geleiteten Kabinetts.
Bei den Wahlen im September 1927 verzichtete er auf eine weitere Kandidatur, schied aus dem Unterhaus aus und war anschließend als Unternehmer tätig.
Wegen seiner Verbindungen zum Faschismus und insbesondere zur radikalen nationalistischen und faschistischen Ailtirí na hAiséirghe (Architekten der Auferstehung) sowie seiner antisemitischen Haltung geriet er unter Beobachtung der G2, der Geheimdiensteinheit der Irischen Streitkräfte. Das Abhören seines Telefons wurde allerdings von Justizminister Gerald Boland untersagt. Das Vereinigte Königreich betrachtete ihn als einen der vier potenziellen Quislings Irlands.